# Красєво (зупинний пункт)
Красєво - не діючий (станом на 2024 рік) зупинний пункт на залізничному напрямі Харків - Льгов, який обслуговував села Березівка, Красиво і лісову зону на березі річки Ворскла, що знаходяться на території Борисовського району Бєлгородської області.

## Історія
У 30-х - 50-х роках ХХ століття роздільний пункт діяв як роз'їзд 158 км із промисловою зоною в даному районі (склади). По роз'їзді зупинялися приміські потяги Харків - Готня. З 60-х років до 2019 року - зупинний пункт приміських потягів без колійного розвитку. 